# Nikaba
Nikaba és l'expressió àrab per definir un sindicat per la defensa i la promoció dels drets dels assalariats, segon fou establert durant el segle XX després de la I Guerra Mundial. Deriva de nakib (funció corporativa) i en deriven nikabi (reservada als assalariats) i nikabiyya (sindicalisme). El sindicalisme va arrelar a Egipte, Líbia, Sudan i Aden però va acabar desapareixent o controlat pels governs no democràtics. A la península Aràbiga existeixen només al Iemen i a Kuwait.